# Транспорт Гонконгу
Транспорт Гонконгу (Сянгану) представлений автомобільним , повітряним , водним (морським) , у населених пунктах  та у міжміському сполученні діє громадський транспорт пасажирських перевезень. Площа країни дорівнює 1 108 км² (184-те місце у світі). Форма території країни — компактна, наближена до прямокутної, форма острова складна, узбережжя густо розчленоване; максимальна дистанція з півночі на південь — 50 км, зі сходу на захід — 40 км. Географічне положення Гонконгу дозволяє країні контролювати гирло Перлинної річки — головної водної артерії усього Південного Китаю.

## Автомобільний
Загальна довжина автошляхів у Гонконзі, станом на 2015 рік, дорівнює 2 100 км, з яких усі 2 100 км з твердим покриттям (175-те місце у світі).

## Повітряний
У країні, станом на 2013 рік, діє 2 аеропорти (201-ше місце у світі), з них 2 із твердим покриттям злітно-посадкових смуг. Аеропорти країни за довжиною злітно-посадкових смуг розподіляються наступним чином (у дужках окремо кількість без твердого покриття):
- довші за 10 тис. футів (>3047 м) — 1 (0);
- від 8 тис. до 5 тис. футів (2437—1524 м) — 1 (0)[1].

У країні, станом на 2015 рік, зареєстровано 7 авіапідприємств (територіально в Сянгані, юридично як китайські), які оперують 253 повітряними суднами. За 2015 рік загальний пасажирообіг на внутрішніх і міжнародних рейсах становив 41,867,157 осіб. За 2015 рік повітряним транспортом було перевезено 11,3 млрд тонно-кілометрів вантажів (без врахування багажу пасажирів).
У країні, станом на 2013 рік, споруджено і діє 9 гелікоптерних майданчиків.
Гонконг не є окремими членом Міжнародної організації цивільної авіації (ICAO), його інтереси представляє Китай. Згідно зі статтею 20 Чиказької конвенції про міжнародну цивільну авіацію 1944 року, Міжнародна організація цивільної авіації для повітряних суден країни, станом на 2016 рік, закріпила реєстраційний префікс — B-H, заснований на радіопозивних, виділених Міжнародним союзом електрозв'язку (ITU). Аеропорти Гонконгу мають літерний код ІКАО, що починається з — VH.

## Водний
Головний морський порт країни — морський порт Гонконга.
Морський торговий флот країни, станом на 2010 рік, складався з 1644 морських суден з тоннажем більшим за 1 тис. реєстрових тонн (GRT) кожне (5-те місце у світі), з яких: ліхтеровозів — 2, балкерів — 785, суховантажів — 198, інших вантажних суден — 10, танкерів для хімічної продукції — 149, контейнеровозів — 288, газовозів — 31, пасажирських суден — 4, вантажно-пасажирських суден — 9, нафтових танкерів — 156, ролкерів — 5, автовозів — 7.
Станом на 2010 рік, кількість морських торгових суден, що ходять під прапором країни, але є власністю інших держав — 976 (Бангладеш — 1, Бельгії — 26, БермудськихОстровів — 20, Канади — 77, Китайської Народної Республіки — 500, Кіпру — 3, Данії — 42, Франції — 4, Німеччини — 10, Греції — 27, Індонезії — 10, Ірану — 3, Японії — 79, Лівії — 1, Норвегії — 48, Російської Федерації — 1, Сінгапуру — 13, Південної Кореї — 3, Швейцарії — 5, Тайваню — 25, Об'єднаних Арабських Еміратів — 1, Великої Британії — 33, Сполучених Штатів Америки — 44); зареєстровані під прапорами інших країн — 341 (Багамських Островів — 3, Бермудських Островів — 4, Камбоджі — 10, Китайської Народної Республіки — 18, Кюрасао — 1, Кіпру — 2, Грузії — 3, Індії — 2, Кірибаті — 2, Ліберії — 48, Малайзії — 8, Мальти — 4, Маршаллових Островів — 3, Нової Зеландії — 1, Панами — 144, Сент-Вінсенту і Гренадин — 5, Сейшельських Островів — 1, Сьєрра-Леоне — 7, Сінгапуру — 46, Таїланду — 1, Великої Британії — 12, невстановленої приналежності — 16).

## Державне управління
Китайська Народна Республіка здійснює управління транспортною інфраструктурою країни через Секретаріат транспорту і житла. Станом на 12 грудня 2016 року секретаріат очолював Ентоні Бінліан.

### Українською
- Атлас. 10-11 клас. Економічна і соціальна географія світу / упорядники :  О. Я. Скуратович, Н. І. Чанцева. — К. : ДНВП «Картографія», 2010. — ISBN 978-966-475-639-3.
- Атлас світу / голов. ред. І. С. Руденко ; зав. ред. В. В. Радченко ; відп. ред. О. В. Вакуленко. — К. : ДНВП «Картографія», 2005. — 336 с. — ISBN 9666315467.
- Безуглий В. В. Економічна і соціальна географія зарубіжних країн : Навчальний посібник. — К. : ВЦ «Академія», 2007. — 704 с. — ISBN 978-966-580-239-6.
- Безуглий В. В., Козинець С. В. Регіональна економічна і соціальна географія світу : Навчальний посібник. — видання 2-ге, доп., перероб. — К. : ВЦ «Академія», 2007. — 688 с. — ISBN 966-580-144-9.
- Головченко В., Кравчук О. Країнознавство: Азія, Африка, Латинська Америка, Австралія і Океанія. — К., 2006. — 335 с. — ISBN 966-8939-04-2.
- Дахно І. І. Країни світу: Енциклопедичний довідник / І. І. Дахно, С. М. Тимофієв. — К. : Мапа, 2011. — 606 с. — (Бібліотека нового українця) — ISBN 978-966-8804-23-6.
- Дахно І. І. Економічна географія зарубіжних країн : навчальний посібник. — К. : Центр учбової літератури, 2014. — 319 с. — ISBN 978-611-01-0682-5.
- Дорошенко В. І. Географія транспорту : Навчальний посібник / В. І. Дорошенко, К. Д. Діденко. — К. : Київський нац. ун-т ім. Т. Шевченка, 2010. — 183 с. — ISBN 978-966-439-329-1.
- Дубович І. А. Країнознавчий словник-довідник. — 5-те вид., перероб. і доп. — К. : Знання, 2008. — 839 с. — ISBN 978-966-346-330-8.
- Економічна і соціальна географія країн світу : Навчальний посібник / За ред. С. П. Кузика. — Л. : Світ, 2002. — 672 с. — ISBN 966-603-178-7.
- Зарубіжна транспортна географія : навчальний посібник / уклад. : Петрашевський О. Л. и др. — К. : Національний транспортний університет, 2015. — 95 с. — ISBN 978-966-632-227-5.
- Ігнатьєв П. М. Країнознавство: Країни Азії. — Ч. : Книги-ХХІ, 2004. — 383 с. — ISBN 966-8029-53-4.
- Книш М. М., Мамчур О. І. Регіональна економічна і соціальна географія світу (Латинська Америка та Карибські країни, Африка, Азія, Океанія) : навч. посіб. — Л. : ЛНУ ім. Івана Франка, 2013. — 368 с. — ISBN 978-617-10-0007-0.
- Юрківський В. М. Регіональна економічна і соціальна географія. Зарубіжні країни : Підручник. — К. : Либідь, 2001. — 416 с. — ISBN 966-06-0092-5.

### Англійською
- (англ.) Modern Transport Geography / Hoyle, B. and R. Knowles (eds). — Second Edition,. — London : Wiley, 1998.
- (англ.) Rodrigue, J-P. The Geography of Transport Systems. — Fourth Edition. — N. Y. : Routledge, 2017. — 440 с. — ISBN 978-1138669574.
- (англ.) Taaffe E. J., Gauthier H. L. and O'Kelly M. E. Geography of transportation. — Second Edition. — N. Y. : Prentice Hall, 1996. — ISBN 0-13-368572-1.
- (англ.) Black, W. Transportation: A Geographical Analysis. — N. Y. : Guilford, 2003.

### Російською
- (рос.) Максаковский В. П. Географическая картина мира. Книга I: Общая характеристика мира. — М. : Дрофа, 2008. — 495 с. — ISBN 978-5-358-05275-8.
- (рос.) Максаковский В. П. Географическая картина мира. Книга II: Региональная характеристика мира. — М. : Дрофа, 2009. — 480 с. — ISBN 978-5-358-06280-1.
- (рос.) Физико-географический атлас мира. — М. : Академия наук СССР и главное управление геодезии и картографии ГГК СССР, 1964. — 298 с.
- (рос.) Шаповал Н. С. Транспортная география и транспортные системы мира : учебное пособие. — К. : Центр учбової літератури, 2006. — 188 с. — ISBN 000-0000-00-4.
- (рос.) Экономическая, социальная и политическая география мира. Регионы и страны / под ред. С. Б. Лаврова, Н. В. Каледина. — М. : Гардарики, 2002. — 928 с. — ISBN 5-8297-0039-5.
- (рос.) Энциклопедия стран мира / глав. ред. Н. А. Симония. — М. : НПО «Экономика» РАН, отделение общественных наук, 2004. — 1319 с. — ISBN 5-282-02318-0.